# اندریک (بازیکن فوتبال، زاده ۲۰۰۶)
(به برزیلی Endrick Felipe Moreira de Souza؛ زادهٔ ۲۱ ژوئیهٔ ۲۰۰۶) شناخته شده با اندریک، یک بازیکن فوتبال حرفه‌ای اهل برزیل است که در پست مهاجم برای باشگاه فوتبال رئال مادرید در لالیگا و تیم ملی فوتبال برزیل بازی می‌کند.

## زندگی شخصی
اندریک که در برزیل به دنیا آمد، فوتبال را از چهار سالگی شروع کرد. پدرش داگلاس د سوزا، گل‌های پسرش را در یوتیوب منتشر کرد و در میان باشگاه‌های بزرگ برزیلی به دنبال علاقه‌مندان می‌گشت.
اندریک در ۱۸ سالگی با گابریلی میراندا ازدواج کرد.

## دوران باشگاهی

### رده پایه
پس از نزدیک شدن به قرارداد بستن با باشگاه فوتبال سائوپائولو، او و خانواده اش از این تصمیم منصرف شدند و در سن ۱۱ سالگی به تیم جوانان پالمیراس پیوست. در پنج سال او در ۱۶۹ بازی، ۱۶۵ گل برای تیم‌های پایه پالمیراس به ثمر رساند. او در کوپا سائوپائولو در فوتبال جونیور ۲۰۲۲ شرکت کرد که در آن هفت گل در هفت بازی به ثمر رساند و پس از هدایت پالمیراس به سمت عنوان قهرمانی، توسط هواداران به عنوان بازیکن برتر مسابقات انتخاب شد. پس از این مسابقات، او مورد توجه رسانه‌های بین‌المللی و باشگاه‌های بزرگ اروپایی قرار گرفت.

### رئال مادرید
در 15دسامبر 2022، باشگاه لالیگایی رئال مادرید اعلام کرد که با پالمیراس، اندریک و خانواده‌اش به توافقی دست یافته‌اند تا این بازیکن را در ژوئیه، همزمان با هجده‌سالگی‌اش، به خدمت بگیرد. مبلغ دقیق انتقال به‌صورت رسمی از سوی باشگاه‌ها اعلام نشد، اما گزارش‌ها از قراردادی سه‌ساله با امکان تمدید خبر می‌دادند که شامل مبلغ ثابت شصت میلیون یورو به علاوه دوازده میلیون یورو مالیات بود. با این حال، برخی منابع دیگر مبلغ ثابت را سی‌وپنج میلیون یورو عنوان کردند که بیست‌وپنج میلیون یوروی باقیمانده به تحقق اهداف ورزشی خاصی وابسته بود. در نوزدهم ژوئیه، رئال مادرید تأیید کرد که اندریک قراردادی شش‌ساله امضا کرده است. او در بیست‌وهفتم ژوئیه 2024 در ورزشگاه سانتیاگو برنابئو به‌عنوان بازیکن جدید معرفی شد.
در بیست‌وپنجم آگوست 2024، اندریک اولین بازی خود را برای رئال مادرید در پیروزی سه بر صفر خانگی مقابل رئال وایادولید در لالیگا انجام داد و با ورود به‌عنوان بازیکن تعویضی در دقیقه هشتادوششم، گل سوم را به ثمر رساند. او با هجده سال و سی‌وپنج روز سن، به جوان‌ترین بازیکن خارجی تبدیل شد که برای این باشگاه در تاریخ لالیگا گلزنی کرده است؛ رکوردی که پیش‌تر در اختیار رافائل واران با هجده سال و صدوپنجاه‌ودو روز سن بود که مقابل رایو وایکانو گل زده بود. در هفدهم سپتامبر، اندریک در اولین حضورش در لیگ قهرمانان اروپا، در پیروزی سه بر یک مقابل اشتوتگارت در مرحله گروهی گلزنی کرد و با هجده سال و پنجاه‌وهشت روز سن، به جوان‌ترین بازیکن رئال مادرید و همچنین جوان‌ترین فوتبالیست برزیلی تبدیل شد که در این رقابت‌ها گل به ثمر رسانده است. در دوم آوریل، اندریک اولین بازیکنی شد که از زمان کریستیانو رونالدو در فصل 2011-12، پنج گل در یک دوره از جام حذفی اسپانیا برای رئال مادرید به ثمر رساند و در نهایت به‌عنوان دومین گلزن برتر این رقابت‌ها شناخته شد. او در بازی رفت نیمه‌نهایی مقابل رئال سوسیداد گل اول را به ثمر رساند و پنجمین گل خود را در بازی برگشت با ضربه‌ای تماشایی بر دروازه‌بان حریف وارد کرد تا به صعود مادرید به فینال کمک کند.
در بیست‌ویکم می 2025، تیم پزشکی رئال مادرید اعلام کردند که اندریک دچار آسیب‌دیدگی تاندون همسترینگ راست شده است که او را دست‌کم برای دو ماه از میادین دور نگه می‌دارد و حضورش در جام جهانی باشگاه‌ها را منتفی می‌کند. در آگوست 2025، او شماره ۹ را برای فصل 2025-26 دریافت کرد.

## آمار ملی

### بازی‌های ملی
تا تاریخ ۲۶ مارس ۲۰۲۴
| برزیل | برزیل | برزیل |
| سال   | بازی  | گل    |
| ----- | ----- | ----- |
| ۲۰۲۳  | ۲     | ۰     |
| ۲۰۲۴  | ۲     | ۲     |
| مجموع | ۴     | ۲     |

### گل‌های ملی
| شماره | تاریخ        | میزبان                            | بازی ملی | حریف     | نتیجه | رقابت   |
| ----- | ------------ | --------------------------------- | -------- | -------- | ----- | ------- |
| ۱     | ۲۳ مارس ۲۰۲۴ | ورزشگاه ومبلی، لندن، انگلستان     | ۳        | انگلستان | ۱–۰   | دوستانه |
| ۲     | ۲۶ مارس ۲۰۲۴ | ورزشگاه سانتیاگو برنابئو، اسپانیا | ۴        | اسپانیا  | ۳–۳   | دوستانه |

## افتخارات

### باشگاهی
پالمیراس
- سری آ برزیل (۲): ۲۰۲۲، ۲۰۲۳
- سوپر جام برزیل (۱): ۲۰۲۳
- قهرمانی پائولیستا (۱): ۲۰۲۳، ۲۰۲۴

رئال مادرید
- سوپرجام اروپا (۱): ۲۰۲۴

### فردی
- بهترین بازیکن بهترین تازه‌وارد سری آ برزیل: ۲۰۲۲
- سامبا گلد بهترین بازیکن سال زیر ۲۰ سال برزیل: ۲۰۲۲
- جزو ترکیب بهترین بازیکنان زیر ۲۰ سال برزیل از نگاه فدراسیون بین‌المللی تاریخ و آمار فوتبال: ۲۰۲۲[۲۱]
- بهترین وینگر چپ سری آ برزیل():۲۰۲۳[۲۲]